# 노먼 스트런지

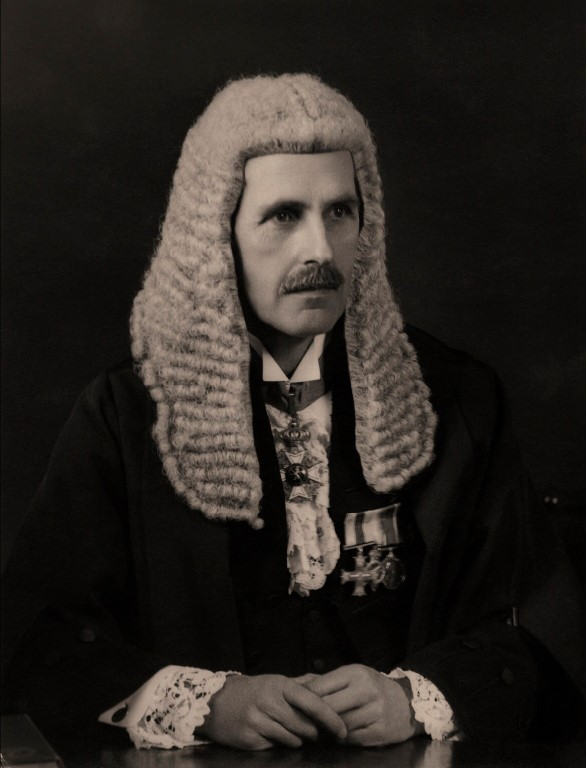

제8대 준남작 찰스 노먼 록하트 스트런지 경(Sir Charles Norman Lockhart Stronge, 8th Baronet, 1894년 7월 23일 ~ 1981년 1월 21일)은 영국 북아일랜드의 정치인이다.
그는 북아일랜드 의회의 의장직과 영국 왕립 기구 산하의 각종 기구 및 단체에서 활동한 얼스터 연합주의자였다. 그는 친영국적 정치 행보를 걸었다. 1969년 정계에서 은퇴하였으나, 1981년 1월 21일 저녁에 아일랜드 공화국군 단원에게 타이넌 에비에 있는 그의 자택의 서재에서 그의 아들인 제임스 스트런지와 함께 살해당했고 스트런지 가에 있던 그의 대저택은 불태워졌다. 경비대와 영국군은 주요 도로를 봉쇄하고 8명의 무장한 IRA단원을 상대로 20여 분간 200여 발을 사격하며 총격전을 벌였다. 경비대와 영국군측의 부상자는 없었다.

## 같이 보기
- 스트런지 가
- 아일랜드 공화국군